# Joan Chittister
Joan D. Chittister, née le 26 avril 1936 aux États-Unis, est une moniale bénédictine américaine et auteur d'ouvrages de spiritualité chrétienne. Elle a connu la célébrité en se déclarant ouvertement en faveur de l'ordination des femmes, en dépit de l'instruction Ordinatio Sacerdotalis du pape Jean-Paul II.
Chittister a reçu le prix de Pax Christi des enseignants de la paix en 1990, ainsi que le Prix Thomas Merton en 2001. Elle collabore fréquemment avec le National Catholic Reporter.

## Traduction française
- Une sagesse au fil des jours, Paris, trad. Albert Van Hoa, Éditions du Cerf, coll. « Épiphanie », 1994, 248 p. (ISBN 978-2-204-04994-8)
- Vivre dans la lumière, Montréal, (Québec), Canada, Éditions Fides, coll. « Bellarmin », 2001, 167 p. (ISBN 978-2-89007-920-5, lire en ligne)
- Ce que je crois : En quête d'un Dieu digne de foi, Montréal, (Québec), Canada, trad. Albert Beaudry, Éditions Fides, coll. « Bellarmin », 2003, 251 p. (ISBN 978-2-89007-945-8, lire en ligne)
- De l'épreuve à l'espérance, Montréal, (Québec), Canada, trad. Albert Beaudry, Éditions Fides, coll. « Bellarmin », 2004, 173 p. (ISBN 978-2-89007-953-3, lire en ligne)
- Au cœur du monde : Regard spirituel sur le monde d'aujourd'hui  (trad. de l'anglais), Montréal, (Québec), Canada, trad. Albert Beaudry, Éditions Fides, coll. « Bellarmin », 2006, 212 p. (ISBN 978-2-89007-973-1, lire en ligne)
- Nos plus belles années : L'avenir de la vie religieuse, Montréal, (Québec), Canada, trad. Albert Beaudry, Éditions Novalis, 2006, 175 p. (ISBN 978-2-89507-755-8)
- L'amitié entre femmes : De Myriam à Marie-Madeleine  (trad. de l'anglais), Montréal, (Québec), Canada, trad. Albert Beaudry, Éditions Fides, coll. « Bellarmin », 2007, 67 p. (ISBN 978-2-89007-984-7, lire en ligne)
- Les dix commandements. Les lois du cœur  (trad. de l'anglais), Paris, trad. Paul-André Giguère, Éditions Bayard, 2009, 152 p. (ISBN 978-2-227-47890-9)